# Sylvicola fulvithorax
Sylvicola fulvithorax är en tvåvingeart som först beskrevs av Meijere 1924.  Sylvicola fulvithorax ingår i släktet Sylvicola och familjen fönstermyggor. Inga underarter finns listade i Catalogue of Life.